# Odežda
Odežda (rus. i staroslavenski: odjeća), svečana odjeća svećenika u bogoslužju kod pravoslavaca i unijata. U povijesnom i regionalnom kontekstu riječ se koristi i za svečanu odjeću srednjovjekovnih vladara, vitezova, kraljeva, plemića; kod pravoslavnih naroda izraz za ornat.